# Pseudosmodingium rhoifolium
Pseudosmodingium rhoifolium là một loài thực vật có hoa trong họ Đào lộn hột. Loài này được (DC.) F.A. Barkley miêu tả khoa học đầu tiên năm 1937.